# Młynek (urządzenie domowe)

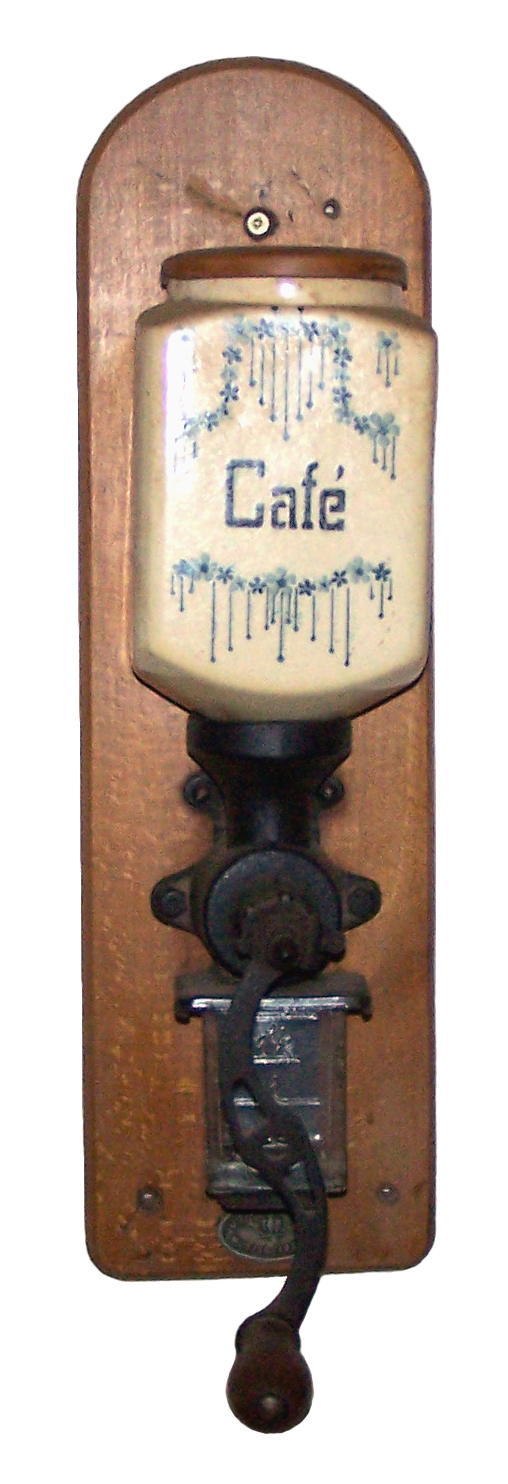
Ścienny, ręczny młynek do kawy, przełom XIX/XX wieku

Młynek – mechaniczne urządzenie AGD służące do mielenia (rozdrabniania) suchych produktów spożywczych.
Młynki można podzielić w zależności od ich źródła napędu na ręczne lub elektryczne, lub ze względu na ich przeznaczenie, np: młynek do mielenia kawy, młynek do mielenia pieprzu.

## Mielenie twardych ziaren
Mielenie twardych ziaren w młynku odbywa się jedną z dwóch metod: wolnoobrotową i wysokoobrotową.

### Młynki wolnoobrotowe
W młynkach wolnoobrotowych (takie są wszystkie z napędem ręcznym i niektóre z napędem elektrycznym) na obracającej się osi znajduje się specjalnie ukształtowana ślimacznica, do której wpadają ziarna mielonego surowca, i które następnie wpychane są do coraz ciaśniejszej przestrzeni pomiędzy ślimacznicą a tuleją, w której się ona obraca, co powoduje kruszenie i miażdżenie ziaren. Często stosowane są dwie przeciwbieżne ślimacznice o przeciwlegle nawiniętych zwojach. Zmielone ziarna po przejściu przez ślimacznicę przesypują się do specjalnego zbiorniczka poniżej młynka. W młynkach tego rodzaju na ogół jest możliwa regulacja średniej grubości zmielonej kawy (lub pieprzu, choć tu ma to raczej drugorzędne znaczenie) w zależności od potrzeb; regulacja odbywa się przez zwiększanie lub zmniejszanie przestrzeni pomiędzy zwojami ślimacznicy, w której odbywa się miażdżenie ziaren.

### Młynki wysokoobrotowe
W młynkach wysokoobrotowych (tylko elektryczne) wirujący w zamkniętej komorze nóż powoduje kruszenie ziaren, które znajdują się w komorze i pozostają względnie nieruchome wobec narzędzia. Po kilkudziesięciu sekundach takiego kruszenia wszystkie ziarna zostają rozdrobnione w dostatecznym stopniu – pozostają one w komorze roboczej młynka, skąd po zatrzymaniu urządzenia można je wysypać. Regulacja wielkości ziaren możliwa jest tu tylko przez dobór czasu mielenia, przy czym ze względu na wysoką prędkość obrotową narzędzia nadmierne przedłużanie mielenia może spowodować przypalenie się ziaren w wyniku wzrostu temperatury na skutek tarcia.

## Galeria

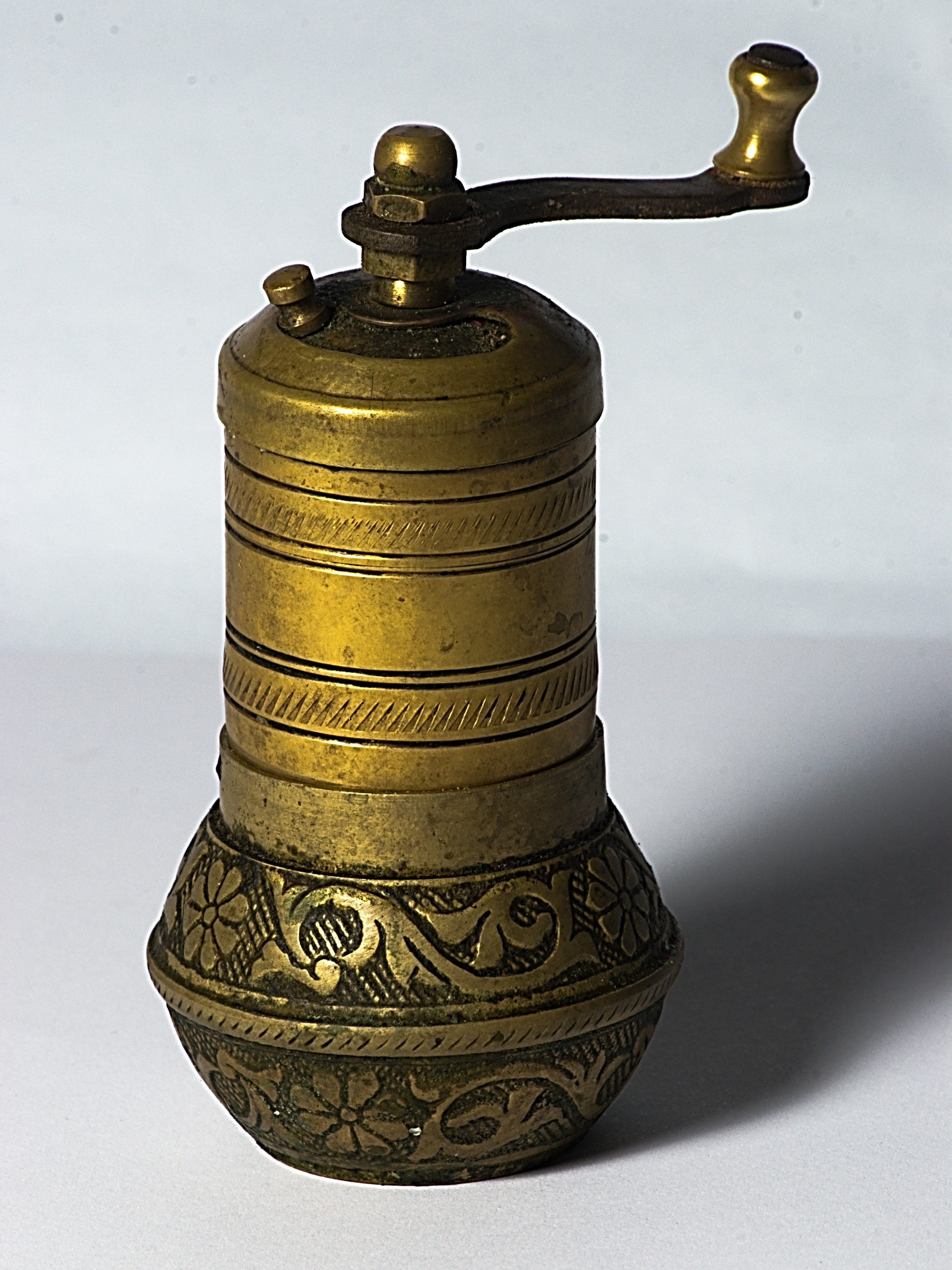
Ręczny młynek do pieprzu
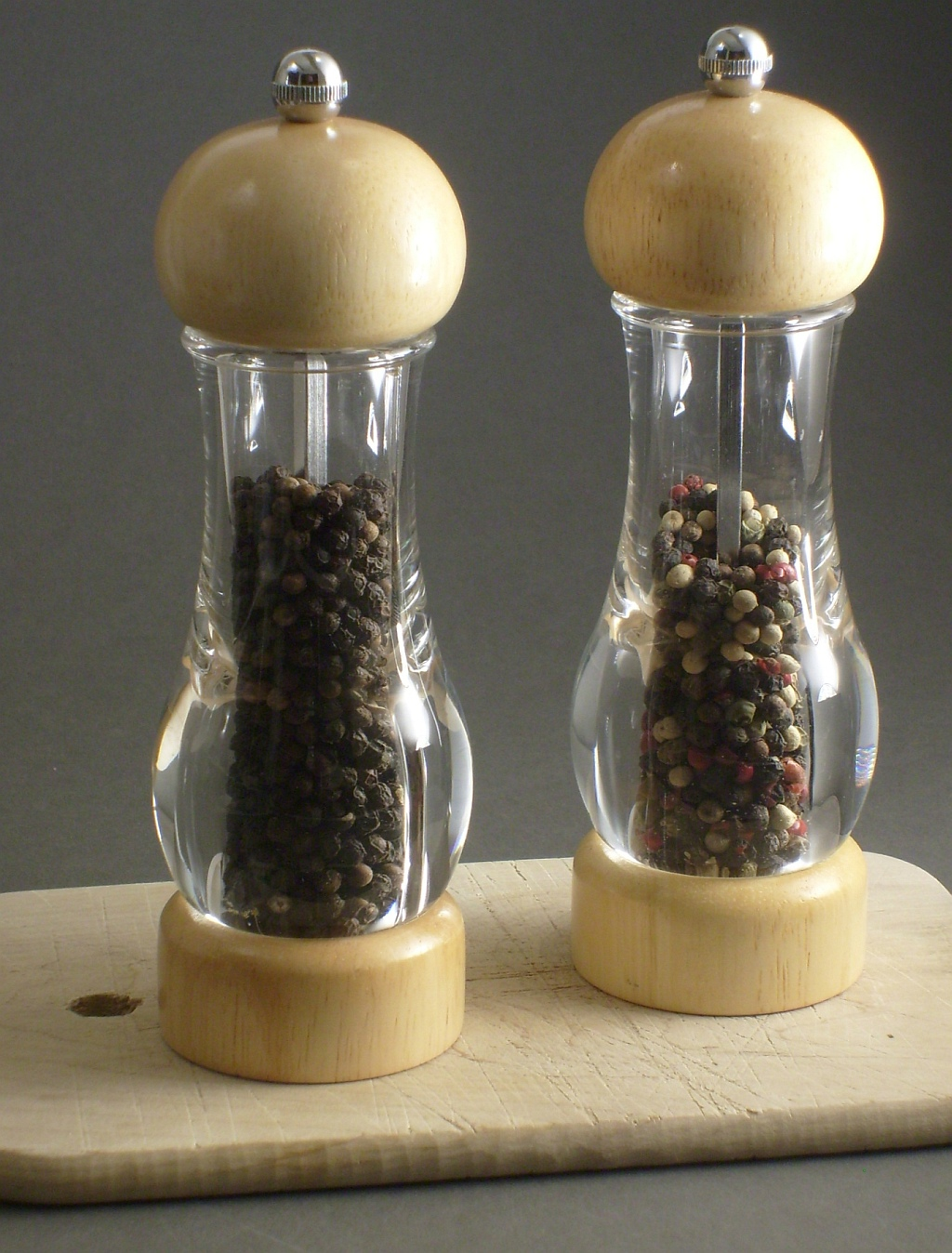
Ręczne młynki do pieprzu
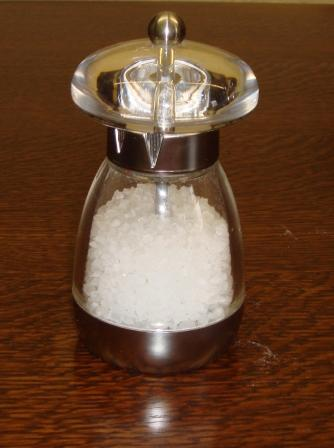
Ręczny młynek do soli
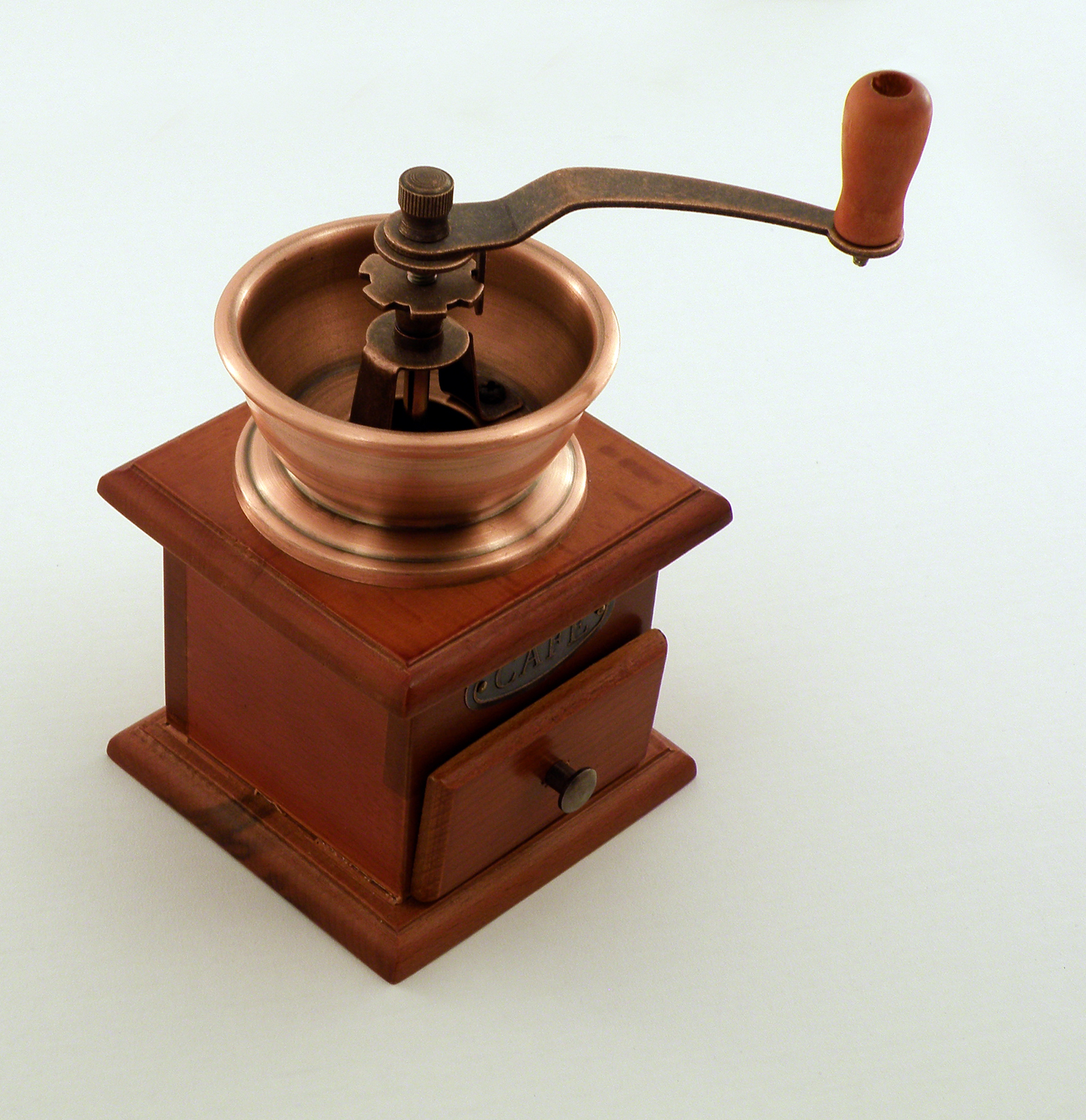
Ręczny młynek do kawy
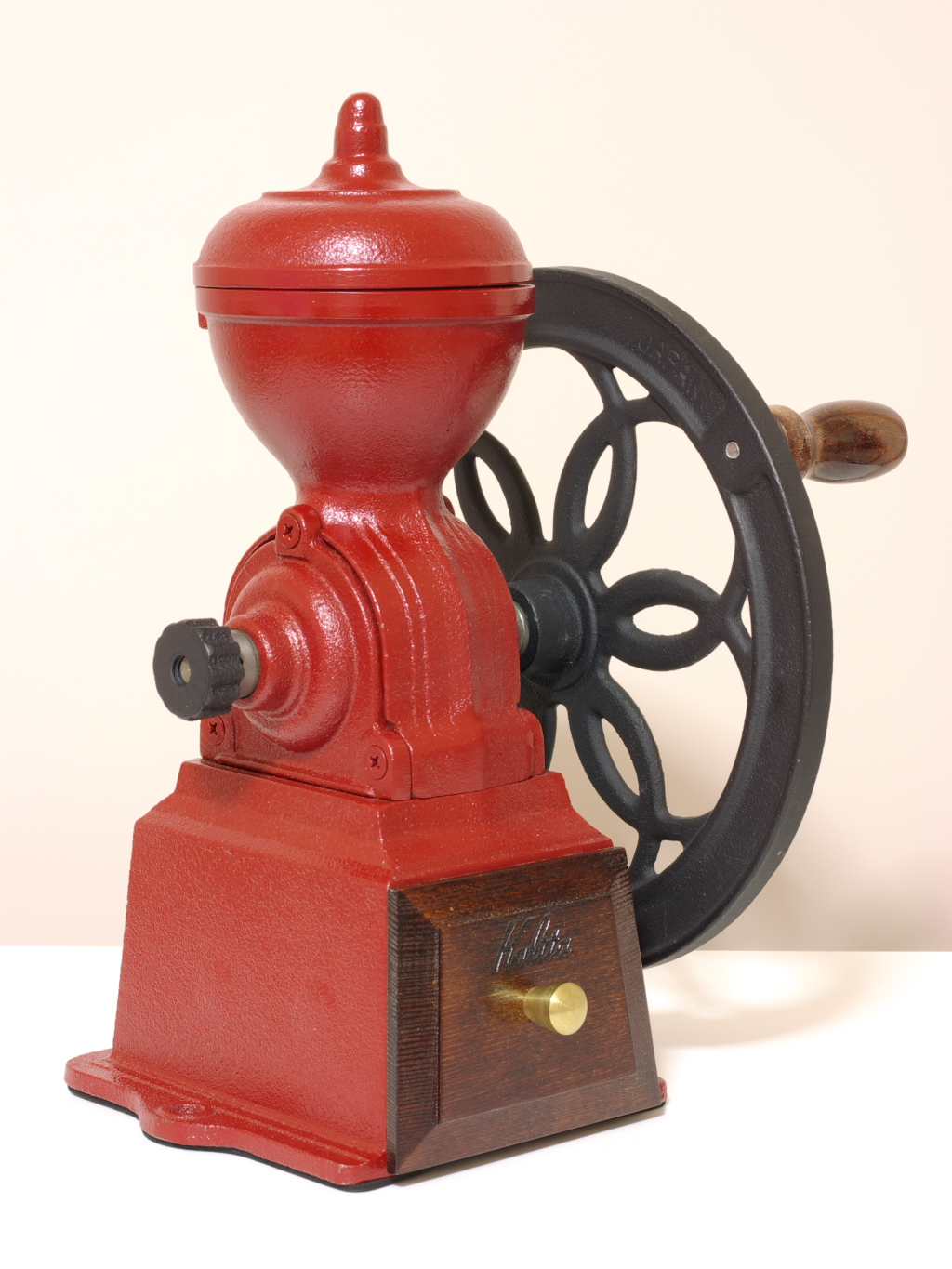
Ręczny młynek do kawy
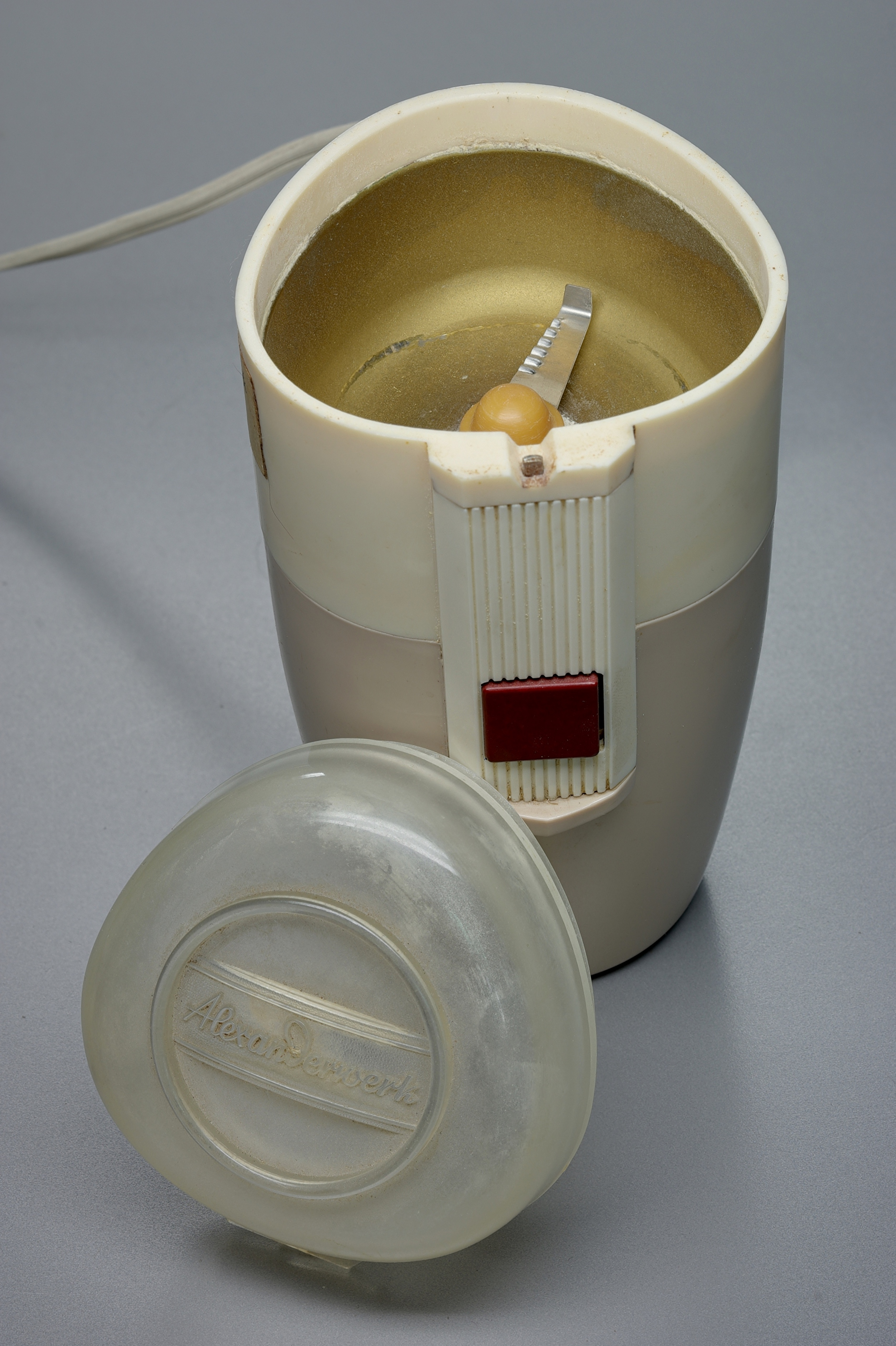
Wysokoobrotowy młynek do kawy
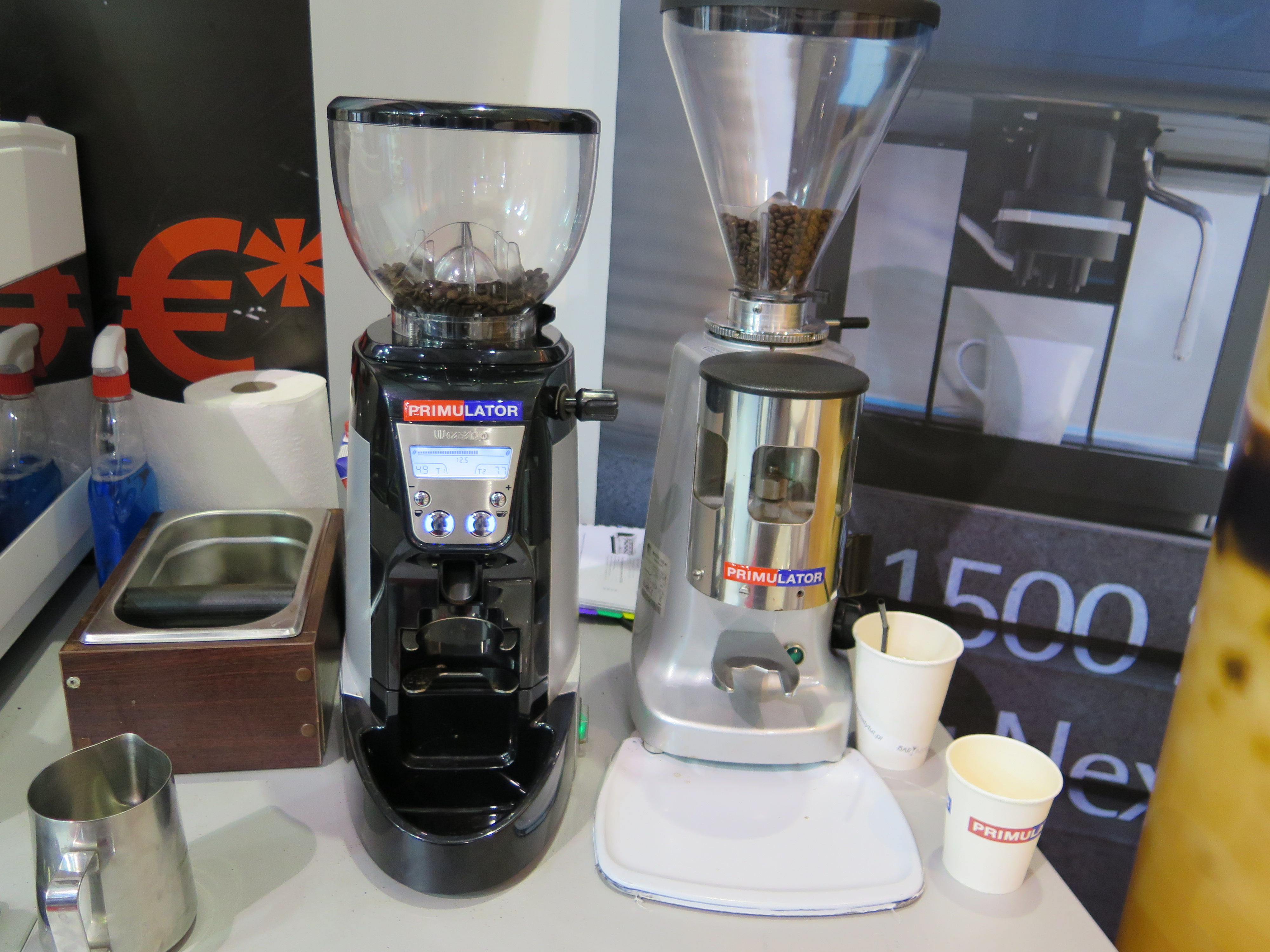
Profesjonalne młynki do kawy
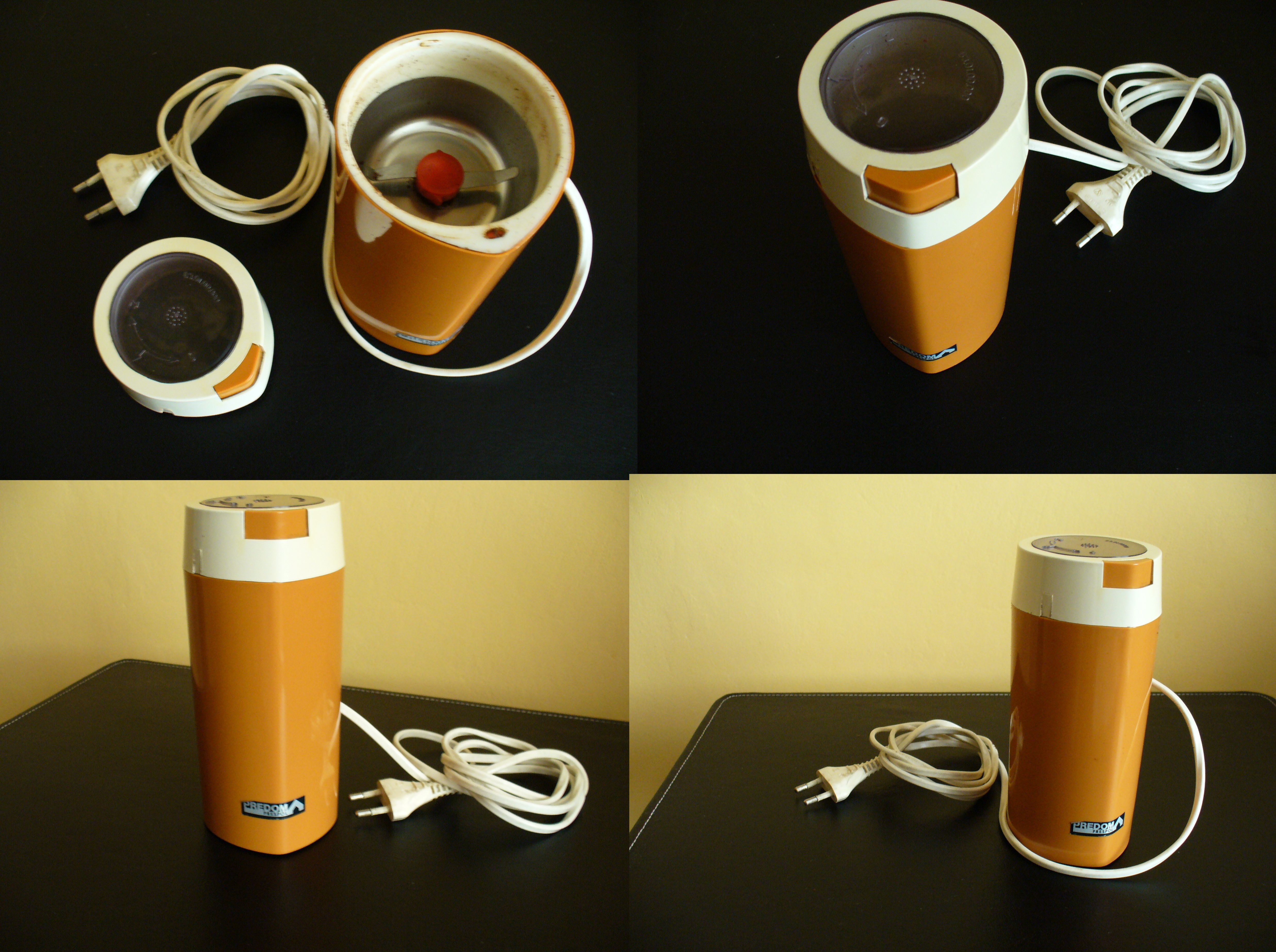
Elektryczny udarowy młynek do kawy Predom-Prespol typ 630